# Lichtplaner
Lichtplaner entwerfen professionelle Beleuchtungskonzepte für Innenräume, Außenbereiche, Fassaden, aber auch für ganze Städte. Neben der reinen Planung organisieren sie auch dessen Umsetzung. Lichtplaner werden sowohl in Architektur- und Innenarchitekturbüros beschäftigt als auch in Betrieben, die auf Lichtplanung und Beleuchtungstechnik spezialisiert sind. Die Berufsbezeichnungen Lichtplaner und Lichtdesigner sind allerdings in Deutschland nicht geschützt. In der Schweiz ist der Lichtplaner ein geschützter Weiterbildungsberuf.

## Ausbildung
Die Anforderungen an den Beruf des Lichtplaners sind nicht klar definiert, leiten sich aber aus der Praxis ab. Überwiegend spezialisieren sich Ingenieure, Architekten, Elektrotechniker, Mitarbeiter in Lichtunternehmen und von Energieversorgern auf das Thema Lichtplanung. Darüber hinaus existieren mehrere akkreditierte Zertifizierungsmöglichkeiten und Ausbilder in privater Trägerschaft. Seit 2012 gibt es in Wismar einen eigenständigen Fernstudium-Masterabschluss „Lighting Design“. Ulrike Brandi gründete mit dem „Brandi Institute for Light and Design“ 2013 ebenfalls eine internationale Ausbildungsstätte für Lichtdesigner.

## Aufgabe und Anforderung
Das Aufgabenfeld der Lichtplaner umfasst sowohl technisches und architektonisches als auch ökologisches und psychologisches Wissen. Der Lichtplaner bewertet unter physikalischen und elektrotechnischen Gesichtspunkten Beleuchtungssituationen und wählt geeignete Tages- und Kunstlichtquellen und deren Steuerung aus. Dabei berücksichtigt er vor allem energetische, soziale und emotionale Aspekte. Neben der planerischen Ausführung von Beleuchtungslösungen arbeiten Lichtplaner bei der Umsetzung eng mit anderen Fachabteilungen zusammen. Gegenüber der Arbeit eines reinen Elektrotechnikers geht es bei Lichtplanern immer um eine „ganzheitliche Lichtplanung“ (Frank Nowicki), die den gesamten Menschen und seine Umwelt im Blick hat.